# لنینائول (شهرستان نوگا، داغستان)
لنینائول (به لاتین: Leninaul) یک منطقهٔ مسکونی در روسیه است که در شهرستان نوگایسکی (داغستان) واقع شده‌است.